# Ionolyce
Ionolyce é um gênero de borboleta na família Lycaenidae.

## Espécies
Contém as seguintes espécies:
- Ionolyce brunnescens Tite, 1963
- Ionolyce helicon (Felder, 1860)